# Fontaine-le-Comte
Fontaine-le-Comte è un comune francese di 3 665 abitanti situato nel dipartimento della Vienne nella regione della Nuova Aquitania.

## Società

### Evoluzione demografica
Abitanti censiti